# Distribution de Bingham
En statistique, on appelle distribution de Bingham, d'après Christopher Bingham, une distribution de probabilité à symétrie antipodale définie sur la n-sphère . C'est une généralisation de la distribution de Watson et un cas particulier des distributions de Kent et de Fisher-Bingham. 
La distribution de Bingham est largement utilisée pour l'analyse des données paléomagnétiques, et a été signalée comme étant utilisée dans le domaine de la vision par ordinateur,, . 
Sa fonction de densité de probabilité est donnée par 
{\displaystyle f(\mathbf {x} \,;\,M,Z)\;dS^{n-1}\;=\;{}_{1}F_{1}({\textstyle {\frac {1}{2}}};{\textstyle {\frac {n}{2}}};Z)^{-1}\;\cdot \;\exp \left({{\textrm {tr}}\;ZM^{T}\mathbf {x} \mathbf {x} ^{T}M}\right)\;dS^{n-1}}
qui peut aussi être écrit 
{\displaystyle f(\mathbf {x} \,;\,M,Z)\;dS^{n-1}\;=\;{}_{1}F_{1}({\textstyle {\frac {1}{2}}};{\textstyle {\frac {n}{2}}};Z)^{-1}\;\cdot \;\exp \left({\mathbf {x} ^{T}MZM^{T}\mathbf {x} }\right)\;dS^{n-1}}
où x est un axe (c'est-à-dire un vecteur unitaire), M est une matrice d'orientation orthogonale, Z est une matrice de concentration diagonale, et {\displaystyle {}_{1}F_{1}(\cdot ;\cdot ,\cdot )} est une fonction hypergéométrique d'argument matriciel . Les matrices M et Z sont le résultat de la diagonalisation de la matrice de covariance définie positive de la distribution gaussienne, à la base de la distribution de Bingham. 

## Voir également
- Statistiques directionnelles
- Distribution de Kent